# Dik van der Meulen
Dik van der Meulen (Neede, 1963) is een Nederlands neerlandicus, schrijver en biograaf.
Van der Meulen studeerde Nederlandse letterkunde aan de Universiteit Leiden en schreef zijn doctoraalscriptie over Menno ter Braak en Hendrik Marsman. Hij werkte bij het Onderzoekinstituut voor Geschiedenis en Kunstgeschiedenis van de Universiteit Utrecht. De laatste twee, in 1995 verschenen delen (XXIV en XXV) van de Volledige Werken van Multatuli werden mede door hem geredigeerd. Zijn promotie in 2002 betrof een biografie van deze Eduard Douwes Dekker, waarvoor hij in 2003 de AKO Literatuurprijs won.
In 2014 was hij een van de drie auteurs van de reeks Koningsbiografieën waarvoor hij het deel over koning Willem III der Nederlanden schreef; in oktober 2014 won Van der Meulen de Libris Geschiedenis Prijs voor deze biografie.
Op 15 oktober 2017 werd zijn boek De kinderen van de nacht bekroond met de Jan Wolkers Prijs voor het beste Nederlandse natuurboek.